# Project Prometheus

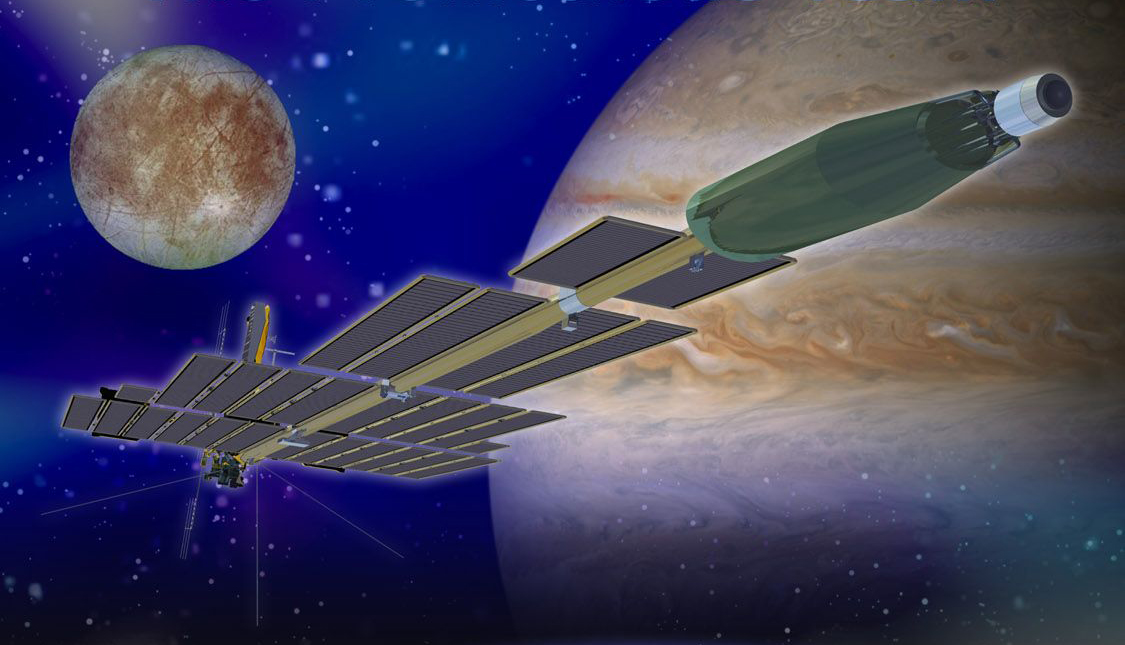
Prometheus I

Het project Prometheus werd gestart in 2003 door de NASA om nucleaire aandrijfsystemen te ontwikkelen voor langdurige ruimtemissies. Het is de opvolger van het project NERVA (1972). 2005- Project Prometheus gaat een onzekere toekomst tegemoet, het budget is gereduceerd van 430 miljoen dollar in 2005 tot 100 miljoen in 2006, waarvan 90 miljoen voor afkoop van reeds lopende contracten.

## Doel
Wegens de afstand tot de zon, zijn ruimtevaartuigen die de buitenplaneten onderzoeken zeer beperkt in de mogelijkheden van aandrijving in zoverre dat zij zonne-energie als bron van elektrische energie voor instrumentatie aan boord of als ionenaandrijvingssysteem niet kunnen gebruiken. 
Bij de vorige bezoeken aan de buitenplaneten door de voyager en de Galileo sonde werd in de energie aan boord voorzien door een
thermo-elektrische radio-isotopengenerator (RTG). In tegenstelling tot de RTG projecten die zich op hitte baseren die door het natuurlijk verval van radioactieve isotopen wordt veroorzaakt, is het doel van Project Prometheus het ontwikkelen van een kleine kernreactor als primaire krachtbron.

## Samenwerking
Project Prometheus werkt samen voor de ontwikkeling van de aandrijfsystemen met het United States Department of Energy (DOE). DOE's Divisie, Naval Reactors dat de monitoring doet van de nucleaire reactoren voor de United States Navy